# Matrimonio igualitario en Uruguay
El matrimonio igualitario en Uruguay es legal a partir de la Ley de Matrimonio Igualitario, aprobada el 10 de abril de 2013. Uruguay se convirtió en el duodécimo país del mundo en permitir el matrimonio entre personas del mismo sexo, y el segundo en Latinoamérica después de que Argentina lo hiciese en 2010. Hasta 2013 rigió el Código Civil de 1868, que establecía que la institución matrimonial consistía en una pareja conformada por un hombre y una mujer.

## Generalidades

### Aspectos Constitucionales
La Constitución uruguaya, en referencia a la familia, establece en su artículo 40: "La familia es la base de nuestra sociedad. El Estado velará por su estabilidad moral y material, para la mejor formación de los hijos dentro de la sociedad.".
Dado que no se define el concepto de familia y no se incluye ni define el término "matrimonio" o "concubinato". La autorización tanto de la unión concubinaria (Ley 18.246) como del matrimonio entre personas del mismo sexo en Uruguay (Ley 19.075) no requirió reforma constitucional como sí sería el caso de Paraguay, Perú u Honduras si decidiesen impulsar un proyecto de ley de unión civil o matrimonio igualitario.
En el caso uruguayo, como señalaron los catedráticos en Derecho Civil que comparecieron ante la Comisión de Constitución y Códigos de ambas cámaras, bastaba una ley que por mayoría simple modificase el Código Civil.

### Tratados Internacionales
Uruguay está obligado por los fallos de la Corte Interamericana de Derechos Humanos ya que es un país firmante del Pacto de San José de Costa Rica. El 9 de enero de 2018 la Corte emitió una opinión consultiva que solicita la aprobación de los matrimonios entre personas del mismo sexo. En el momento de la emisión del dictamen Uruguay ya había aprobado la Ley de Matrimonio Igualitario. La corte establece que: 
"(...)  para garantizar los derechos de las parejas del mismo sexo no es necesaria la creación de nuevas figuras jurídicas, y por ende, optó por extender las instituciones existentes a las parejas compuestas por personas del mismo sexo –incluyendo el matrimonio–, de conformidad con el principio pro persona. La Corte consideró que este sería el medio más sencillo y
eficaz para asegurar los derechos derivados del vínculo entre parejas del mismo sexo".
Este fallo establece la imposibilidad de la derogación de la Ley aprobada en Uruguay en 2013, ya que de hacerlo el país podría enfrentar responsabilidad internacional por el incumplimiento del pacto y sanciones por parte de la Corte.

## Antecedentes remotos
El primer proyecto para regular la unión entre personas del mismo sexo fue presentada por el diputado colorado Washington Abdala en el año 2000 y el segundo fue presentado por Margarita Percovich del Frente Amplio en 2003, ambos no fueron tratados por el plenario de la cámara. De acuerdo a Abdala, el proyecto tenía en cuenta los "modos y tiempos de la nación". No sería hasta 2007 cuando, en un tercer intento, se aprobaría el reconocimiento legal tanto a uniones homosexuales como a uniones heterosexuales no casadas.

### Debate sobre el matrimonio del mismo sexo durante la aprobación de la Ley de Unión Concubinaria en 2007
En 2007 los diputados opositores Luis Lacalle Pou, Gustavo Borsari Brenna y Jorge Machiñena Fassi se pronunciaron contra la regulación de las uniones entre personas del mismo sexo (unión concubinaria) en el informe en minoría de la comisión de diputados que trató el tema "[…] Surge del propio espíritu constitucional que la familia protegida es una familia heterosexual y no una comunidad de vida de dos personas cualquiera sea su sexo (...). Durante el debate en la Cámara de diputados, Lacalle Pou expresó: «Podrán adivinar que no soy partidario del matrimonio homosexual». Ningún legislador de la oposición, a excepción de Julio María Sanguinetti, votó el artículo dos del proyecto de unión concubinaria, que extendía los derechos de la referida Ley a las uniones entre personas del mismo sexo.

### Presentación del proyecto de ley de Matrimonio Igualitario
En 25 de mayo de 2009, la senadora Margarita Percovich anunció que si el Frente Amplio ganaba las elecciones presidenciales de dicho año, promovería un proyecto de ley para permitir uniones matrimoniales sin distinción sexual. En octubre del mismo año, el Frente Amplio ganó las elecciones con mayoría absoluta en las dos cámaras, y José Mujica, el candidato del Frente Amplio, fue elegido presidente tras imponerse en la segunda vuelta.
En julio de 2010, Argentina se convirtió en el primer país de Latinoamérica y el segundo de habla hispana (después de España, en 2005) en aprobar una ley de matrimonio igualitario, y la bancada del Partido Socialista, que forma parte del Frente Amplio, anunció que promovería el debate parlamentario sobre el tema. En abril de 2011, el diputado Sebastián Sabini del Movimiento de Participación Popular -que también integra el Frente Amplio- presentó un proyecto de ley elaborado sobre la base de un documento del colectivo LGBTI Ovejas Negras que permitiría el matrimonio entre personas del mismo sexo y equiparaba las parejas homosexuales a las heterosexuales en cuanto a los derechos sobre adopción. El texto también permitía a los padres elegir el orden de los apellidos del niño y sustituía los términos «hombre» y «mujer» por «los contrayentes». El proyecto tuvo el respaldo inicial de algunos dirigentes de la oposición como los colorados Julio María Sanguinetti (dos veces presidente), el diputado de Vamos Uruguay Fernando Amado y la ex edila de la Lista 15 Glenda Rondán. En contra se posicionaron la mayoría de los legisladores del Partido Nacional, como el diputado Gerardo Amarilla y el expresidente y entonces senador Luis Alberto Lacalle, mientras que la Correntada Wilsonista proponía que se utilizara el término «contrato de enlace» o «unión civil» en lugar de «matrimonio».
Como consecuencia de un fallo judicial (ver sección jurisprudencia), el Ministerio de Educación y Cultura anunció que presentaría un proyecto para legitimar el matrimonio igualitario en Uruguay. Este proyecto se sumó al que estaba siendo analizado en la Comisión de Constitución y Códigos de la Cámara de Representantes elaborado por el Frente Amplio que finalmente fue aprobado.

### Primera discusión en la Cámara de Representantes
El 6 de diciembre de 2012, tras un año y medio de discusión, la Comisión de Constitución y Códigos aprobó por 8 votos a favor y uno en contra el proyecto de Ley de Matrimonio Igualitario, con apoyo de legisladores del Frente Amplio y el Partido Colorado. El diputado del Partido Nacional Gustavo Borsari, que se opuso a la totalidad del proyecto y planteó  que la ley presentada por el Frente Amplio era un «avance en contra del concepto de familia, que ya bastante deteriorado está y que nuestra Constitución consagra» El legislador blanco Pablo Iturralde, que presidía la comisión, votó el proyecto en general, decidió no votar el articulado y anunció que presentaría un proyecto «más minimalista», con menos artículos. En la sesión se acordó que el proyecto de ley indicaría que los hijos de parejas heterosexuales llevarían el nombre del padre primero y el de la madre después, salvo que hubiese un acuerdo para invertir el orden; el proyecto original habilitaba a cualquier pareja (heterosexual u homosexual) a definir el orden por acuerdo o por sorteo.
El 12 de diciembre de 2012, la ley recibió media sanción en la Cámara de Representantes por 81 votos a favor, 6 en contra y 12 ausencias. A favor se pronunciaron la totalidad de los legisladores de los partidos Frente Amplio, Colorado e Independiente presentes, así como 25 de los 31 integrantes del Partido Nacional presentes. En contra votaron los diputados del Herrerismo (sector mayoritario del Partido Nacional): Gerardo Amarilla, Gustavo Borsari, Pablo Abdala, Luis Lacalle Pou, José Luis Núñez y Martín Elgue.

### Discusión en el Senado
Inicialmente, el Frente Amplio pretendía que el proyecto se votara el 26 de diciembre de 2012 sin pasar por la Comisión de Constitución y Códigos, pero la oposición presionó con la posibilidad de no apoyar el proyecto si no se postergaba la votación. Los miembros frenteamplistas de la comisión accedieron al pedido de más tiempo que planteó Ope Pasquet, y la votación se postergó para luego del receso parlamentario de verano. La comisión decidió que el proyecto fuera el primero que pondría a consideración en 2013, y recibió testimonios de parejas del mismo sexo que habían logrado adoptar hijos. “En nuestro país hay familias homoparentales de hecho y no puede ser que no se reconozcan por miserias políticas”, dijo a Montevideo Portal Rubén, uno de los activistas, quien explicó que el caso de su familia "sorprendió" a los legisladores, que en su mayoría desconocían experiencias concretas de familias homoparentales. Además concurrieron a dar su opinión sobre el proyecto de ley el ministro de Educación y Cultura Ricardo Ehrlich, el director de Asuntos Constitucionales y Legales del Ministerio de Educación y Cultura Pablo Maqueira, el director del Registro de Estado Civil Adolfo Orellano, el director del Instituto de Derecho Civil de la Universidad de la República Juan Andrés Ramírez y la doctora Luz Calvo, secretaria de ese organismo. Por parte del colectivo LGBTI Ovejas Negras asistieron la abogada Michelle Suárez Bértora, el investigador Diego Sempol y Federico Graña, también militante del Partido Comunista. Por la ONG ESALCU -vinculada a la iglesia pentecostal Misión Vida para las Naciones-, asistieron Victoria Picón y Lorna Marchetti.
La comisión aprobó el proyecto el 19 de marzo, con votos de los cinco senadores del Frente Amplio, Constanza Moreira, Rafael Michelini, Eduardo Lorier, Rodolfo Nin Novoa y Luis Rosadilla y de Ope Pasquet por el Partido Colorado. Los tres senadores blancos, Eber da Rosa, Francisco Gallinal y Carlos Moreira, votaron en contra.
La comisión introdujo algunos cambios. Constanza Moreira y Ope Pasquet propusieron la edad mínima de 16 años para el matrimonio; hasta el momento, la normativa explicitaba que las niñas pueden casarse a los 12 y los varones a los 14. Los legisladores justificaron la modificación en críticas de organismos internacionales a la edad mínima para contraer matrimonio en Uruguay.
El punto más polémico del debate fue el tema de la filiación. Jorge Larrañaga, quien votó a favor en general, dijo: "Creemos que el país se debe todavía una discusión y complementar la materia de reproducción asistida, de fecundación in vitro, de compatibilización del derecho internacional privado, entre otras tareas”. Por su parte, el senador Jorge Saravia (quién votó en contra del proyecto), consideró: “Lo que nos genera muchas dudas es el tema de las adopciones, de la reproducción asistida, que es la clave que tiene que ver con la identidad del menor en el futuro. La clave de la discusión está en el vacío legal”. Para el senador oficialista Rafael Michelini “hay una consecuencia después de esto que es todo el tema filiatorio y de adopción. Nosotros pensamos, hasta que se demuestre lo contrario, que los hijos de cualquier matrimonio en la medida en que reciban amor y sean contenidos por sus padres, independientemente de la religión, raza o sexo que tengan, van a ser hijos que se van a abrir camino”. A causa de las modificaciones que introdujo el Senado, el proyecto volvió a la Cámara de Representantes.

### Resultado de la votación en el Senado
Finalmente el 2 de abril de 2013 se votó en la cámara de Senadores dicho proyecto, estando todos los senadores presentes, hubo 23 votos afirmativos y 8 negativos, introduciendo modificaciones al proyecto aprobado en la Cámara de Representantes. A favor votaron los 16 senadores del Frente Amplio, 4 de los 5 senadores del Partido Colorado y 3 de los 10 senadores del Partido Nacional.
Los senadores que votaron por la negativa fueron los nacionalistas Sergio Abreu, Eber Da Rosa, Carlos Moreira, Francisco Gallinal, Ana Lía Piñeyrúa (suplente de Luis Alberto Lacalle, quien argumentó en contra y se retiró de sala), Jorge Saravia y Juan Chiruchi, además del colorado Alfredo Solari, de Vamos Uruguay.
El colorado Rubén Rodríguez Lopez (suplente de Pedro Bordaberry, quien no concurrió a sala) votó a favor junto a su compañero de bancada Ope Pasquet. También los hicieron Tabaré Viera y José Amorín Batlle de Proba. Los senadores blancos que también votaron afirmativamente, junto a toda la bancada del Frente Amplio, fueron Jorge Larrañaga, Luis Alberto Heber y Gustavo Penadés. En el Frente Amplio, Carlos Baráibar argumentó en contra pero se retiró de sala dando paso a su suplente, que votó por la afirmativa.
Dado que el Senado aprobó, a pedido del senador Lacalle Herrera, que se hiciere una votación nominal de la ley, se pasó lista por orden alfabético y los senadores debieron pronunciarse "por la afirmativa" o "por la negativa" sobre el proyecto de ley, lo que permitió la elaboración de la presente lista infra, en base al diario de sesiones número 206 de la Cámara de Senadores, del año 2013.
| Partido               | A favor | En contra |
| --------------------- | --- | --- |
| Frente Amplio (FA)    | 16Milton Antognazza Danilo Astori (Vicepresidente de Uruguay) Carmen Beramendi Herbert Clavijo Alberto Couriel Gonzalo Fernández Antonio Galicchio Eduardo Lorier Rafael Michelini Daniel Montiel Walter Morodo Constanza Moreira Rodolfo Nin Novoa Enrique Obispo Héctor Tajam Lucía Topolansky | - |
| Partido Nacional (PN) | 3Luis Alberto Héber Jorge Larrañaga Gustavo Penadés | 7Sergio Abreu Juan Chiruchi Eber da Rosa Francisco Gallinal Carlos Moreira Ana Lía Piñeyrúa Jorge Saravia (electo por el Frente Amplio) |
| Partido Colorado      | 4José Amorín Batlle Ope Pasquet Ruben Rodríguez Lopez Tabaré Viera | 1Alfredo Solari |
| Total                 | 23 | 8 |

- Nota: El Senador Luis Alberto Lacalle argumentó en contra y se retiró de sala antes de la votación, dando paso a su suplente Ana Lía Piñeyrúa, quien como diputada titular votó en contra, ratificando su voto negativo en el Senado. El Senador Pedro Bordaberry no se presentó a la votación pero en la ley modificativa explicitó su oposición al proyecto de ley. Su suplente Conrado Rodríguez votó a favor.

### Segunda discusión en cámara de representantes
El 3 de abril, por 6 votos afirmativos y 3 votos negativos, la Comisión de Constitución y Códigos dio el visto bueno a las modificaciones del Senado.
El 10 de abril de 2013 la cámara de Diputados, tras cuatro horas de debate y con 92 de los 99 diputados presentes, aprobó el proyecto con las modificaciones del Senado con 71 votos a favor y 21 votos en contra. A favor se pronunciaron todos los diputados de los partidos Frente Amplio e Independiente presentes, así como la mayoría de los del Partido Colorado. A los votos que en la primera votación se pronunciaron en contra, se sumaron legisladores que no estuvieron presentes en dicha instancia como Carmelo Vidalín, Ana Lía Piñeyrúa y Verónica Alonso, y otros que, por el juego de suplencias, votaron de modo divergente a los legisladores titulares lo que hizo que en esta ocasión la mayoría de los nacionalistas (19 de 32) votaran en contra.
Sin embargo, también hubo legisladores que votaron a favor en la primera discusión, pero en contra en la segunda argumentando discrepancias con las correcciones del Senado. Este es el caso de Gustavo Cersósimo, del Partido Colorado, y Pablo Iturralde, del Partido Nacional. En Comisión el diputado Cersósimo aclaró: "Quiero dejar constancia de que comparto la mayoría de las objeciones que se han realizado. En general, las modificaciones introducidas por el Senado son inconvenientes, en muchos casos erróneas y en otros cambian los criterios que se han manejado en la Cámara de Diputados. Por lo tanto, mi voto va a ser contrario a la aceptación de las modificaciones del Senado, lo cual no quiere decir que estemos en contra del proyecto". En el mismo sentido se pronunció el nacionalista Pedro Saravia quien aclaró que votó en contra de la iniciativa porque, estando de acuerdo en su objetivo, no comparte una sanción a la fuerza sin corregir sus errores.
El proyecto contenía errores de redacción que debieron subsanarse con un proyecto de ley interpretativo, al que los legisladores se comprometieron a aprobar antes de que entre en vigor la reforma del Código Civil.

### Aspectos vinculados a la homoparentalidad
El proyecto buscaba regular tanto matrimonio como adopción, ya que esta última estaba regulada de modo ambiguo por la ley 18.590 de 2009, por lo tanto este último aspecto fue objeto de intenso debate. 
Durante el debate del proyecto de ley en la Comisión de Constitución y Códigos del Senado, el abogado Santiago Altieri citó el Estudio de Regnerus de 2012 para fundamentar su oposición a dicha ley, argumento que fue refutado por la senadora del Frente Amplio, Constanza Moreira. En su comparecencia ante la Comisión de Constitución y Códigos del Senado, Atieri dijo que

El objetivo de mi exposición es aportar datos científicos basados en una muy reciente investigación realizada en Estados Unidos por el profesor Regnerus. En ella se demuestra que desde el punto de vista estadístico, los niños que han sido criados por sus padres biológicos son los que tienen el ambiente más propicio para su desarrollo psico-social, mientras que los criados por parejas homosexuales son los que estadísticamente muestran los índices más negativos.

Culminada la exposición, la senadora Moreira argumentó contra dicho estudio:

Mi primera reflexión epistemológica es que los estudios sicológicos no necesitan muestras estadísticamente significativas. Por decirlo de alguna manera, Freud estudió muchos casos y Piaget estudió a sus propios hijos. Lo que requiere asociaciones estadísticamente significativas son los estudios que se basan en estadísticas sociales. Se entiende que los estudios de la Social Science requiera una encuesta con estas características, pero quería señalar que las críticas que le hace el estudio de la Social Science a la American Psychological Association no son muy de recibo, por más que se hayan analizado 30 o 40 casos. Insisto, ni Freud ni Piaget se basaron en muestras estadísticas para construir teorías sicológicas.

Sobre el desempeño de los niños, el indicador más usado es el educativo, como una medición aproximada de otros desempeños más difíciles de medir. En realidad, el desempeño educativo de los niños está fuertemente influenciado por variables sociales. Los niños pobres tienen menores recursos y, por consiguiente, tienen peor desempeño en casi todas las áreas de la vida que aquellos que están en mejor posición social relativa. Esto quiere decir que la variable determinante del desempeño de los niños siempre es una variable social estructural. Por consiguiente, hay que analizar, fuera de esa variable social estructural, que es la que determina el desempeño de los niños, si tienen hogares homosexuales o no. El grueso que determina el desempeño de los niños, insisto, son las variables sociales estructurales. Después hay que determinar qué porcentaje está afectado porque las parejas sean homosexuales o no. 

Quiero decir esto para poner el estudio en la debida perspectiva. Miré atentamente la tabla que se nos ha hecho llegar. Se controló la edad, la raza, el sexo, la educación de la madre, los ingresos de su familia de origen y las leyes de familia del Estado donde viven. En lo personal, que soy socióloga, me parece que la tabla está construida para producir una reacción y me faltan muchos elementos para que me diga algo pertinente desde el punto de vista científico. Creo que está construida para mostrar que los niños que vienen de familias de padres homosexuales se desempeñan mucho peor que los niños que provienen de familias biológicas. La verdad es que me resulta bastante disparatado, porque tiendo a pensar que los niños que vienen de familias homosexuales de buena situación económica relativa, deben de tener mucho mejor desempeño que aquellos que provienen de familias biológicas o de madres que tienen muchos hijos y viven en asentamientos

Similar debate se había dado en la comisión homónima de la Cámara de Representantes cuando el profesor de derecho Walter Howard planteó el tema. Según el docente: 

"Aparece como evidente que la mejor formación para los niños se encuentra en las familias conformadas por los referentes paterno y materno, en tanto en ellos se encuentra la base para la mejor formación de su personalidad"

Cuestionado por el diputado y sociólogo Julio Bango sobre su argumentación, Howard aclaró que: 

"Como soy profesor, en clase doy muchos ejemplos y digo tranquilamente que entre una pareja del mismo sexo, de hombres o de mujeres, que esté cuidando a un niño hace diez años y la posibilidad de que intervenga el INAU para dárselo a una pareja heterosexual, es obvio me quedo con los primeros, si lo están criando en forma normal"

### Síntesis del trámite parlamentario de la Ley y sus modificaciones
| Situación                                                                     | Miembros | A favor | En Contra | Ausencias |
| ----------------------------------------------------------------------------- | -------- | ------- | --------- | --------- |
| Primera Votación Comisión de Constitución y Códigos en Diputados (Ley 19.075) | 9        | 8       | 1         | 0         |
| Primera Votación en el Plenario de Diputados (Ley 19.075)                     | 99       | 81      | 6         | 12        |
| Votación Comisión de Constitución y Códigos en Senado (Ley 19.075)            | 9        | 6       | 3         | 0         |
| Votación en el Plenario del Senado (Ley 19.075)                               | 31       | 23      | 8         | 0         |
| Segunda Votación Comisión de Constitución y Códigos en Diputados (Ley 19.075) | 9        | 6       | 3         | 0         |
| Segunda Votación en el Plenario de Diputados (Ley 19.075)                     | 99       | 71      | 21        | 7         |
| Votación Comisión de Constitución y Códigos en Senado (Ley 19.119)            | 9        | 6       | 3         | 0         |
| Votación en el Plenario del Senado. Modificación (Ley 19.119)                 | 31       | 15      | 7         | 9         |
| Votación Comisión de Constitución y Códigos en Diputados (Ley 19.075)         | 9        | 6       | 3         | 0         |
| Votación en el Plenario de Diputados. Modificación (Ley 19.119)               | 99       | 53      | 3         | 43        |

### Reglamentación, promulgación y modificación de la Ley
La Ley n.º 19.075 fue promulgada por el Poder Ejecutivo el 3 de mayo de 2013, sin embargo, por temas de reglamentación y la necesidad de corregir errores en el texto, se requieron noventa días para su implementación, prevista en un principio para el 3 de agosto, y postergada hasta el 5 de agosto porque el día 3 fue sábado El 26 de julio de 2013 el ministro de Educación, Ricardo Ehrlich, firmó el decreto reglamentario, que posteriormente fue firmado por José Mujica.
El 2 de julio de 2013, por 15 votos a favor, 7 en contra y 9 ausencias, el Senado aprobó en general las modificaciones a la Ley de Matrimonio Igualitario. Posteriormente se votaron todos los artículos en bloque, en lugar de votarlos uno a uno, fueron aprobados por 19 votos afirmativos y 7 negativos. A favor se pronunciaron la totalidad del Frente Amplio, Jorge Larrañaga (Partido Nacional) y el colorado Ope Pasquet. En contra la mayoría de los senadores de los Partidos Nacional. Pedro Bordaberry, quien no estaba presente en la votación de la ley original, argumentó su negativa al proyecto: «Señor Presidente: he votado negativamente por no compartir este proyecto de ley ni el modificado». También se pronunció en contra Aldo Lamorte, de la Unión Cívica (partido que tiene una suplencia en el Senado gracias a un acuerdo con el Partido Nacional).
La Cámara de Diputados sancionó dicha reforma el 24 de julio. El proyecto de ley en general recibió 53 votos a favor y 3 en contra, la discusión de los artículos en particular se votó en bloque, recibiendo 57 votos a favor y 4 en contra. Pablo Iturralde, argumentó su voto en contra considerando que no se respetaron los procedimientos legislativos, ya que se votó esta ley en lugar de concurrir a la Asamblea General para realizar las modificaciones de la ley sancionada en abril.

### Diferencias entre Ley de Matrimonio Igualitario (19.075 y 19.119) y Ley de Unión Concubinaria (Ley 18.246)
| Aspecto                                                  | Matrimonio                                                          | Unión Concubinaria |
| -------------------------------------------------------- | ------------------------------------------------------------------- | --- |
| Formalización                                            | Pro tribunali (Se comparece ante juez de paz que celebra la unión). | Proceso judicial más costoso y con demoras. |
| Estado Civil                                             | El matrimonio produce el estado civil de "casados".                 | Los concubinos siguen siendo "solteros" ante la Ley. |
| Requisitos                                               | Estar habilitados para contraer nupcias.                            | Probar 5 años de unión ininterrumpida (lecho, techo y mesa). |
| Derechos sucesorios (uso y habitación de hogar conyugal) | Los dispuestos por los artículos 881.1 al 881.3 del Código Civil.   | Los mismos derechos pero restringidos a "una persona mayor de sesenta años de edad sin medios propios suficientes para asegurar su vivienda, que haya convivido en concubinato al menos durante los últimos diez años en forma ininterrumpida, tendrá derecho real de uso y habitación previsto en los artículos 881.1 al 881.3 del Código Civil, siempre y cuando dicho bien fuera propio del causante o común de la unión concubinaria" (art. 11 Ley 18.246). |
| Fidelidad                                                | Se exige                                                            | No se exige |
| Disolución                                               | Por divorcio o fallecimiento.                                       | Por sola voluntad de un concubino o fallecimiento. |

### Primeros matrimonios entre personas del mismo sexo
Las primeras solicitudes de registro para contrayentes del mismo sexo fueron habilitadas a partir del 5 de agosto de 2013.
La primera ceremonia se realizó a las ocho de la mañana del mismo día en que se habilitaron las inscripciones, bajo el amparo de la figura jurídica del «matrimonio in extremis», que se realiza cuando las condiciones de salud no permiten realizar el trámite normal que requiere una espera de unos diez días hábiles entre la inscripción y la celebración. El trámite queda luego condicionado a la validación judicial posterior. La boda fue oficiada en un hospital de Montevideo, luego de que los contrayentes presentaran un certificado que acreditaba la inminencia del riesgo de muerte de uno de ellos, dijo a la AFP el director del Registro Civil, Adolfo Orellano. «Fue muy emotivo», dijo al sitio web del diario El Observador la oficial actuante, Luisa Salaberry, relatando que fue una ceremonia íntima en la que participaron los testigos y otros allegados. El enfermo estuvo muy lúcido, aseguró.

### Reacciones
Desde las filas opositoras a la reforma, el lunes 8 de abril de 2013 se realizó en Montevideo el primer acto público en contra del proyecto de Matrimonio Igualitario convocado por asociaciones católicas, a la marcha asistieron representantes de la Iglesia católica y el diputado nacionalista Pablo Abdala (quien votó contra la ley). El acto consistió en una marcha desde la Plaza Matriz hasta el Portón de la Ciudadela. Participaron menos de 200 personas. El martes 9 de abril la Conferencia Episcopal del Uruguay se pronunció en contra del “matrimonio homosexual”.
El día de aprobación de la norma en la Cámara Baja se realizaron diversas manifestaciones en torno al Palacio Legislativo por parte de los colectivos que impulsaron el proyecto.
Previamente hubo entredichos entre obispos de la Iglesia católica y diputados del Frente Amplio y el Partido Colorado. El obispo de Canelones, monseñor Alberto Sanguinetti, publicó en Amicus Sponsi, que el texto que está en el Parlamento «destruye el matrimonio (y) la familia», y se preguntó por qué existe tan escasa movilización en rechazo de esa iniciativa.
El obispo de Minas, Jaime Fuentes escribió que, si se aprueba el proyecto, «se consumará una gravísima injusticia». «Es así por varios motivos. El primero de ellos es que el matrimonio y las uniones homosexuales son cosas diferentes y, por tanto, deben ser tratadas de manera diferente», agregó.[cita requerida]
En esta misma línea, el obispo de Salto, Pablo Galimberti, sostuvo que el proyecto de ley de Matrimonio Igualitario es «un duro golpe hacia el matrimonio y la familia». En una carta enviada a la comunidad católica, el obispo indicó que el nombre de la iniciativa contiene una cuota de engaño, y que el matrimonio es la «unión afectiva pero también corporal plena, con capacidad de engendrar nueva vida y de brindar a los hijos una complementación diferente y complementaria de las figuras de madre y padre», lo que —según dijo— es «tan importante para un mejor desarrollo sicológico».[cita requerida]
Poco después de conocidas estas declaraciones, diputados del oficialismo y la oposición salieron al cruce de los dichos vertidos por los obispos.
El diputado colorado Fernando Amado dijo a Montevideo Portal que «sería bueno que convoquen a una marcha para pedir perdón. La Iglesia católica ha sido una máquina de violar los derechos humanos durante toda su vida», indicó.
Por su parte, el diputado oficialista Aníbal Pereyra (MPP) sostuvo que a la nota que escribió en su blog el obispo Sanguinetti «le faltó un acápite que fuera una autocrítica por los abusos de menores que cometieron algunos colegas suyos. No nos podemos enojar, pero hay expresiones que reflejan un gran desconocimiento de lo que pasa en la sociedad y en las familias».
En 2016 se generó una polémica mediática dado que tres legisladores que votaron en contra de la Ley de matrimonio igualitario, Luis Lacalle Pou, Verónica Alonso y Pedro Bordaberry, asistieron al matrimonio entre el comunicador Sergio Puglia y su pareja, Horacio Correa.
Posteriormente, en 2024, Luis Lacalle Pou, siendo presidente, asistió como invitado a un matrimonio civil entre dos mujeres en el departamento de Rocha.
La Iglesia Católica ha reafirmado, desde la aprobación de la ley, que el matrimonio entre personas del mismo sexo no es aceptable para dicha congregación religiosa. En este sentido se han pronunciado el Cardenal Daniel Sturla y el sacerdote Juan Andrés Verde. En mayo de 2021 el Vaticano transmitió al embajador uruguayo su disconformidad con varias leyes aprobadas recientemente, entre ellas la de Matrimonio Igualitario.
En, 2023, tras la publicación de Fiducia Supplicans por parte del Vaticano, el cardenal Sturla manifestó que no bendeciría a parejas del mismo sexo. Por el contrario, en el departamento de Maldonado, el artista Carlos Perciavalle y su esposo, Jimmy Castilhos, tras casarse por lo civil, recibieron una bendición por parte de un sacerdote católico con base en Fiducia Supplicans. El obispado de Maldonado aclaró que se trata de una bendición a las personas, y no a la unión.

## Posturas de los candidatos presidenciales y expresidentes

### Opinión de los expresidentes uruguayos, el presidente en funciones y el presidente electo sobre el matrimonio entre personas del mismo sexo
No se incluye la opinión de presidentes ya fallecidos en cuyos mandatos o en entrevistas posteriores a los mismos no manifestaron su opinión al respecto. 
| Presidente | Nombre                  | Filiación partidaria | Filiación partidaria | Opinión                                                      | Cargo                                                 |
|            | Juan María Bordaberry   |                      | Partido Colorado     | En contra                                                    | Presidente de facto luego del golpe de Estado de 1973 |
|            | Julio María Sanguinetti |                      | Partido Colorado     | A favor                                                      | 35° y 37º presidente constitucional                   |
|            | Luis Alberto Lacalle    |                      | Partido Nacional     | En contra                                                    | 36° presidente constitucional                         |
|            | Jorge Batlle            |                      | Partido Colorado     | A favor                                                      | 38° presidente constitucional                         |
|            | Tabaré Vázquez          |                      | Frente Amplio        | A favor                                                      | 39° y 41º presidente constitucional                   |
|            | José Mujica             |                      | Frente Amplio        | A favor                                                      | 40° presidente constitucional                         |
|            | Luis Lacalle Pou        |                      | Partido Nacional     | A favor (anteriormente habiendo votado en contra de la Ley). | 42° presidente constitucional                         |
|            | Yamandú Orsi            |                      | Frente Amplio        | A favor                                                      | 43° presidente constitucional                         |

### Opinión de los excandidatos a la presidencia sobre el matrimonio entre personas del mismo sexo
| Candidato | Nombre             | Filiación partidaria | Filiación partidaria       | Opinión | Cargo                                                                                              |
|           | Daniel Martínez    |                      | Frente Amplio              | A favor. Siendo senador votó a favor de la Ley de Matrimonio Igualitario | Senador de la República entre 2015 y 2020 y candidato a la presidencia en 2019.                    |
|           | Jorge Larrañaga    |                      | Partido Nacional           | A favor. De cara a las elecciones internas del 2009 se posicionó a favor de la unión civil pero en contra del matrimonio y la adopción homoparental. Larrañaga declaró a "El País": "-Respeto la diversidad, la posición del Partido quedó plasmada en la discusión de esa iniciativa. Estamos a favor de la unión concubinaria, pero no a favor del matrimonio homosexual. Tenemos un concepto tradicional de la familia hombre-mujer" Al ser consultado sobre la adopción, declaró: "-El Partido Nacional no acompañó esa iniciativa. Entendemos que a la edad más temprana el niño, según informes técnicos, necesita de la relación hombre-mujer, padre-madre. Sin embargo, en 2013 votó y argumentó a favor de la Ley de Matrimonio Igualitario que incluía el derecho de adopción. | Senador de la República desde 2005 hasta 2020 y candidato a la presidencia en 2004.                |
|           | Alvaro Delgado     |                      | Partido Nacional           | Siendo diputado votó a favor de la Ley de Matrimonio Igualitario | Senador de la República desde 2020 y candidato a la presidencia en 2024.                           |
|           | Ernesto Talvi      |                      | Partido Colorado           | A favor. De cara a las elecciones presidenciales de 2019 se mostró partidario del matrimonio entre personas del mismo sexo y la adopción homoparental. El Partido Colorado, liderado por Talvi, aceptó formar parte de la coalición de gobierno dirigida por Luis Lacalle Pou siendo uno de los puntos del acuerdo el no retroceso en la denominada agenda de derechos, que incluye esta Ley. | Senador de la República desde 2020 y candidato a la presidencia en 2019.                           |
|           | José Amorín Batlle |                      | Partido Colorado           | A favor. De cara a las elecciones internas de 2009, se posicionó a favor de la unión concubinaria pero en contra del matrimonio y la adopción. Ante la pregunta del diario "El País" "¿Es suficiente la ley de unión concubinaria?" contestó "-Me parece que es suficiente. La ley de unión concubinaria da derechos similares a los del matrimonio a las parejas homosexuales.-¿Y de la adopción por parte de parejas homosexuales? -Ese es un tema bien complejo. La adopción debe ser vista desde el adoptado y no desde el adoptante, siempre hay que pensar qué es lo mejor para el niño. En principio yo no soy partidario de la adopción de niños por parte de parejas homosexuales, por lo menos hasta que no se pruebe con experiencias en otros países que el desarrollo de esos niños es normal". Sin embargo el candidato votó a favor de la Ley de Matrimonio Igualitario en 2013. | Senador de la República desde 2015 y precandidato a la presidencia en 2009, 2014 y 2019.           |
|           | Pedro Bordaberry   |                      | Partido Colorado           | En contra. De cara a las elecciones internas de 2009 se posicionó a favor de regular las uniones del mismo sexo, pero no llamarlas "matrimonio" ni otorgarles el derecho a adoptar. En declaraciones a "El País" afirmó que: "-La relación entre dos personas del mismo o distinto sexo ya estaba revelada en el Código Civil. Si usted y yo, sin otra relación que la amistad, vivimos bajo el mismo techo mucho tiempo, generamos determinados derechos desde la época de Tristán Narvaja (1819-1877). Si lo que nos interesa es generar esos derechos y esas obligaciones, hagámoslo. Si lo hacemos desde la trinchera de decir homosexuales si, homosexuales no, estamos tendiendo a dividir y yo creo que hay que unir". Si bien no estuvo presente cuando se votó la Ley de Matrimonio Igualitario (su suplente lo hizo a favor), en el debate de la ley modificativa que corregía errores del texto original declaró «Señor Presidente: he votado negativamente por no compartir este proyectode ley ni el modificado» | Senador de la República desde 2010 y candidato a la presidencia en 2009 y 2014.                    |
|           | Luis Hierro López  |                      | Partido Colorado           | En contra. De cara a las elecciones internas de 2009 se posicionó a favor de regular las uniones del mismo sexo, pero no llamarlas "matrimonio". En declaraciones a "El País" afirmó que: "La ley acompasa a la sociedad, que es cada vez más diversa y tiende a reconocer la diversidad. Pero por ahora creo alcanza con ley de unión concubinaria. Un matrimonio es entre hombre y mujer, con la unión concubinaria la situación de las personas homosexuales en principio se ve reconocida". | Vicepresidente de la República entre 2000 y 2005 y precandidato a la presidencia en 1999 y 2009.   |
|           | Guido Manini Ríos  |                      | Cabildo Abierto            | A favor. En 2022 declaró a Montevideo Portal que "El matrimonio igualitario no lo hemos condenado. Y no lo hemos puesto en cuestión, lo hemos aceptado". En 2024 manifestó que nunca mostró oposición a la ley pese a que no comparte el término "matrimonio" para las uniones del mismo sexo. | Senador de la República desde 2020 y candidato a la presidencia en 2019.                           |
|           | Pablo Mieres       |                      | Partido Independiente      | En recientes entrevistas declaró que no derogará la ley si es elector presidente. Con anterioridad se había opuesto a la ley: De cara a las elecciones internas de 2009 se posicionó a favor de regular las uniones del mismo sexo, pero no llamarlas "matrimonio" ni otorgarles el derecho a adoptar. En declaraciones a "El País" afirmó que: "Yo creo que la institución matrimonio es una institución heterosexual y, por lo tanto a las uniones homosexuales no debe llamárseles matrimonios. Esto no significa que no tengan amparo legal, como efectivamente hoy existe. Creo que las parejas homosexuales que han convivido durante cierto tiempo tienen que tener derechos patrimoniales y sucesorios". Con respecto a la adopción homoparental manifestó que "la crianza de los niños requiere de la existencia de figuras paternas y maternas para poder desarrollar su propia identidad. Entiendo el interés y la búsqueda de las parejas homosexuales por adoptar hijos. Pero también debe aceptarse que cada opción que uno realiza en la vida tiene sus límites y sus oportunidades. La opción homosexual implica el límite de la procreación y eso es una consecuencia natural de la opción asumida". En una entrevista publicada en el Diario Norte el martes 21 de mayo del 2013, Mieres sostuvo que le daría a la institución otro nombre “para distinguir que son dos instituciones similares y a su vez diferentes”. Si bien no estuvo presente cuando se votó la ley de Matrimonio Igualitario por no ser Senador en ese período, en el debate de la ley ambos legisladores del Partido Independiente votaron a favor. | Senador de la República entre 2015 y 2020 y candidato a la presidencia en 2004, 2009, 2014 y 2019. |
|           | Gustavo Salle      |                      | Partido Identidad Soberana | En contra. Se ha manifestado en varias oportunidades en contra argumentando que la Ley de Matrimonio Igualitario viola el artículo 40 de la Constitución y es parte de la denominada agenda de la ideología de género. | Diputado de la República desde 2025 y candidato a la presidencia en 2019 y 2024.                   |

### El Matrimonio Igualitario como tema de debate en las elecciones de 2019
De cara al ciclo electoral 2019-2020, algunos precandidatos a la presidencia se han manifestado sobre la Ley de matrimonio entre personas del mismo sexo con base en declaraciones a la prensa.
| Partido Político                         | Precandidato/a             | Posición sobre el matrimonio entre personas del mismo sexo |  |
| ---------------------------------------- | -------------------------- | ---------------------------------------------------------- |  |
| Partido Político                         | Precandidato/a             | Posición sobre el matrimonio entre personas del mismo sexo |  |
| Partido Político                         | Precandidato/a             | Posición sobre el matrimonio entre personas del mismo sexo |  |
| Frente Amplio                            | Daniel Martínez            | Sí                                                         |  |
| Frente Amplio                            | Carolina Cosse             | Sí                                                         |  |
| Frente Amplio                            | Mario Bergara              | Sí                                                         |  |
| Frente Amplio                            | Oscar Andrade              | Sí                                                         |  |
| Partido Nacional                         | Carlos Iafigliola.         |                                                            |  |
| Partido Nacional                         | Jorge Larrañaga            | Sí                                                         |  |
| Partido Nacional                         | Juan Sartori               | Sí                                                         |  |
| Partido Nacional                         | Luis Lacalle Pou           | Sí                                                         |  |
| Partido Nacional                         | Enrique Antía.             | Sí                                                         |  |
| Partido Colorado                         | Julio María Sanguinetti    | Sí                                                         |  |
| Partido Colorado                         | José Amorín Batlle         | Sí                                                         |  |
| Partido Colorado                         | Ernesto Talvi              | Sí                                                         |  |
| Partido Colorado                         | Edgardo Martínez Zimarioff | [ n 1 ]                                                    |  |
| Unidad Popular                           | Gonzalo Abella             | Sí                                                         |  |
| Partido Verde Animalista                 | Gustavo Salle              |                                                            |  |
| Partido Independiente                    | Pablo Mieres               | Sí                                                         |  |
| Partido de los Trabajadores              | Rafael Fernández           | Sí                                                         |  |
| Cabildo Abierto                          | Guido Manini Ríos          | Sí                                                         |  |
| Partido de la Gente                      | Edgardo Novick             | Sí                                                         |  |
| Partido Ecologista Radical Intransigente | César Vega                 | No hay información disponible                              |  |
| Partido Orden Republicano                | Hugo Grossi                |                                                            |  |

Notas:
1. ↑  El precandidato declaró que personalmente no estaba de acuerdo con la ley, pero no la derogaría en caso de ser presidente.

### Elecciones generales de 2024
De cara al ciclo electoral 2024-2025, sólo los precandidatos Carlos Iafigliola (Partido Nacional) y Gustavo Salle (Partido Identidad Soberana) se han pronunciado contra el matrimonio entre personas del mismo sexo, argumentando que es inconstitucional. De los candidatos de los partidos que obtendrían representación parlamentaria según las encuestas, sólo Andrés Ojeda (ni el Partido Colorado) no se pronunció sobre si está a favor o en contra de la Ley. Dicha fuerza política no hace referencia alguna al tema de la diversidad sexual en su programa.

### Elecciones generales de 2029
De cara al ciclo electoral de 2029, dos de los candidatos ya confirmados, Gustavo Salle (Identidad Soberana) y Nicolás Quintana (La Libertad Avanza) están en contra del matrimonio entre personas del mismo sexo.

## Efectos sobre la Ley de Reproducción Asistida
La aprobación de la Ley de Matrimonio Igualitario, al posibilitar que la de parejas del mismo sexo casadas puedan tener hijos por medio de las técnicas de reproducción asistida, generó la necesidad de modificar la Ley de Reproducción Asistida aprobada en 2012 por la Cámara de Representantes, que excluye a las parejas del mismo sexo. Los senadores que integran la Comisión de Salud estudian cambiar el proyecto para darle esa posibilidad a estos matrimonios. Si se hace el cambio, la iniciativa debe volver a Diputados para que se acepten o rechacen las modificaciones efectuadas.
De acuerdo a la ley, las técnicas de reproducción asistida de bajo costo serán incluidas dentro de las prestaciones del Sistema Nacional Integrado de Salud como una prestación más. Sin embargo, las de alto costo serán financiadas por un subsidio administrado por el Fondo Nacional de Recursos.
La Subrogación de vientres también resulta como un procedimiento complejo debido a que se debe diferenciar entre la madre biológica (la que llevó al niño en su vientre) y la madre genética (que aportó el óvulo para la fecundación asistida).
«Aun cuando se trata de parejas heterosexuales se plantean muchos temas éticos y si se trata de parejas homosexuales esa complejidad se multiplica por una cantidad infinita. Por eso estamos debatiendo entre recomendar al Senado aprobar un proyecto sin considerar a las parejas homosexuales o si ya lo incluimos en esta ley que vamos a votar», explicó.
Luego de aprobada, esta ley sería complementada por otro proyecto que regularía el uso de técnicas de reproducción asistida en parejas homosexuales.
Según el diario El País la senadora frenteamplista Constanza Moreira, contraria a la maternidad subrogada, es la única que se inclinaría por legislar adentro de un mismo proyecto el uso de técnicas de fertilización artificial tanto para parejas homosexuales como heterosexuales.
Finalmente se realizaron algunas modificaciones (aprobadas por unanimidad en el Senado por 30 votos en 30 presentes, y 59 votos en 60 en la Cámara Baja). Con respecto a la maternidad subrogada («vientre de alquiler»), la ley prohíbe los contratos gratis o pagos entre quien provea gametos o embriones para gestarlos en el útero de otra mujer, excepto cuando la mujer cuyo útero no pueda gestar un embarazo por enfermedades genéticas o adquiridas, en cuyo caso podrá acordar con un familiar de hasta segundo grado de consanguinidad, o de su pareja en su caso, la implantación y gestación del embrión propio. Esta disposición excluye a las parejas del mismo sexo masculinas, que solo disponen de la posibilidad de adoptar, y perimite la reproducción asistida en el caso de una pareja de mujeres solo si una de ellas es infértil.
En 2022 se planteó la posibilidad de modificar la Ley de Reproducción Asistida para hacerla más flexible en cuanto a quién puede ser la subrogante, en el contexto de dicho debate el diputado del Partido Colorado, Felipe Schipani, planteó extender la posibilidad de gestación subrogada para parejas del mismo sexo compuestas por dos hombres (con la redacción actual de la ley sólo se permite a parejas homosexuales mujeres si una de las integrantes es estéril). Finalmente el proyecto no fue tratado y perdió estado parlamentario.

## Jurisprudencia
En junio de 2012 se produjo el primer reconocimiento de un matrimonio entre personas del mismo sexo en Uruguay.
Un uruguayo y un español contrajeron matrimonio en España, tras lo cual decidieron validar su unión en Uruguay, por lo que la abogada Michelle Suárez presentó en 2011 un pedido de reconocimiento de la unión.
El fallo de primera instancia fue rechazado por un magistrado por «violentar el orden público internacional», es decir, las bases que fundan la individualidad jurídica del Estado uruguayo.
La pareja apeló la resolución y un Tribunal de Apelaciones de Familia estableció que los matrimonios extranjeros de personas del mismo sexo no contravienen el orden público internacional del Estado uruguayo, asignando otra magistrada para revisar el caso.
La jueza María Cristina Crespo fallo a favor de validar dicha unión dada la aplicación extensiva de los preceptos del Código Civil, la Ley de Unión Concubinaria y la Ley de Identidad de Género, lo cual implica el reconocimiento por parte del Poder Judicial de los matrimonios entre personas del mismo sexo celebrados en el extranjero. Michelle Suárez afirmó que el fallo «marca un antes y un después, un cambio histórico en la jurisprudencia y la doctrina uruguaya» y recordó que en el país «siempre se habían negado estos matrimonios».
El 26 de junio de 2012 una fiscal interpuso el recurso de apelación contra el reconocimiento del matrimonio entre personas del mismo sexo en Uruguay argumentando que este tipo de uniones son inválidas en Uruguay. La magistrada actuante en el caso desestimó la apelación al concluir que el recurso fue presentado fuera del plazo legal por lo que la decisión original de reconocer este matrimonio en una primera instancia quedó firme. Sin embargo en julio la juez aceptó dar trámite a la apelación.
La fiscal destacó la importancia de que la jueza haya accedido a tramitar la apelación. «Es una decisión muy importante y que tiene muchas consecuencias, como por ejemplo la adopción, entonces es relevante lo que decida un tribunal integrado por tres jueces y no solamente una jueza y una fiscal», dijo Sapriza al diario El País.
El 4 de agosto de 2013, ante la inminente entrada en vigencia de la Ley de Matrimonio Igualitario, Michelle Suárez comentó al diario El País: «(...) solo por la vía judicial se pudo lograr legalizar un matrimonio gay. Pero esta situación ya no podrá ser. Antes la excusa era que no existía una institución análoga en nuestro país. Ya ni siquiera puede pensarse en una alocada hipótesis de excepción de orden público internacional, que era la que se oponía para el reconocimiento de las uniones de personas del mismo sexo en el extranjero».
En 2020 se codificó el reconocimiento de los matrimonios (hetero u homosexuales)celebrados en el extranjero mediante la Ley 19.920 de Derecho Internacional Privado que establece que "La ley del lugar de la celebración del matrimonio rige la capacidad de las personas para contraerlo, la forma, la existencia y la validez del acto matrimonial", por lo que si en el Estado de origen es legal el matrimonio entre personas del mismo sexo y fue celebrado cumpliendo con las formalidades de dicho país, el Estado uruguayo debe reconocerlo.
Respecto de la equiparación de derechos entre parejas del mismo sexo casadas y en concubinato, en 2018 nacieron un par de gemelas hijas de un concubinato entre dos mujeres, días después sus madres se enteran de que el Registro Civil sólo les permite la inscripción con los apellidos de la madre gestante ya que no están casadas.Tras una fallida petición administrativa ante el Registro Civil, presentan un recurso de amparo para que el Estado reconozca la identidad de las dos niñas, lo que sucede tras un fallo favorable el 3 de octubre.
En 2019 se dio un nuevo caso de comaternidad entre un concubinato del mismo sexo, en este caso fue un tribunal de apelaciones que reconoció el derecho de la menor a tener el apellido de ambas madres, así como otros derechos patrimoniales y sucesorios derivados de la patria potestad. Con este caso ya son tres fallos favorables.

## Estadísticas sobre el número de matrimonios entre personas del mismo sexo en Uruguay
Según el diario "El País": "Conocer las cifras precisas de matrimonios del mismo sexo es una tarea llena de obstáculos en Uruguay. El "secretismo" que rodea esa información estadística en el Registro Civil, se escuda en el argumento de que "no se tiene en cuenta" el sexo de los contrayentes "para no discriminar". En el Interior, en cambio, es posible acceder a datos más precisos en algunos departamentos".
| Fuente      | Fecha             | Área del País                                 | Matrimonio de parejas hombre-hombre | Matrimonio de parejas mujer-mujer | Total                                 | Comentario |
| ----------- | ----------------- | --------------------------------------------- | ----------------------------------- | --------------------------------- | ------------------------------------- | --- |
| "El País"   | Noviembre de 2013 | Montevideo y Área Metropolitana               | 43                                  | 19                                | 62 (Montevideo y Área Metropolitana)  | No se dispone de datos del interior. |
| "Subrayado" | Agosto de 2014    | Montevideo y Área Metropolitana               | 80                                  | 54                                | 134 (Montevideo y Área Metropolitana) | No se dispone de datos del interior, pero Michelle Suárez estimó un total de más de 200 en todo el país.                                                                                   |
| "El País"   | Agosto de 2017    | Interior                                      | ?                                   | ?                                 | Al menos 16 (Interior)                | Debido a la no discriminación en los registros, se dispone de datos parciales. En Flores 12, Mercedes (Soriano) 4, Río Negro 4, Salto 1, Durazno 1, Cerro Largo 7.                         |
| "El País"   | 2019              | Montevideo, Ciudad de la Costa y Las Piedras. | ?                                   | ?                                 | 175                                   | Debido a la no discriminación en los registros, no se dispone de datos del resto del país (se registran indiscriminadamente matrimonios hetero y homosexuales en el mismo libro de actas). |
| "El País"   | 2022              | Montevideo, Ciudad de la Costa y Las Piedras. | ?                                   | ?                                 | 240 (sólo entre enero y noviembre).   | Debido a la no discriminación en los registros, no se dispone de datos del resto del país (se registran indiscriminadamente matrimonios hetero y homosexuales en el mismo libro de actas). |

En 2016, las estimaciones del Instituto Nacional de Estadística mostraron que alrededor del 60.3% de las relaciones en Uruguay involucraban parejas casadas del sexo opuesto, 38.4% parejas no casadas del sexo opuesto, 0.6% parejas del sexo opuesto en uniones concubinarias, 0.2% casadas del mismo sexo, 0.5% parejas no casadas del mismo sexo y 0.1% parejas del mismo sexo en uniones concubinarias. Estas cifras se mantuvieron relativamente sin cambios en 2017.
De acuerdo a La Diaria entre 2009 y 2022 el 1,25% del total de adopciones correspondió a parejas del mismo sexo.

## Opinión pública
Las diversas encuestas realizadas en Uruguay sobre la aceptación social a la diversidad sexual muestran una creciente aceptación tanto del matrimonio, dónde las cifras se invierten (58% en contra en 2005 contra 54% a favor al momento de finalizar su tramitación parlamentaria en 2013), así como la adopción, que según Interconsult tuvo una considerable caída en la desaprobación en tan solo tres años, pasando del 72% en 2005 al 49% en 2008 y siendo mayoritario el apoyo en 2013 (52%).
En líneas generales, según la encuesta de Factum realizada en noviembre de 2011: "Tenemos entonces una opinión pública que se muestra mayoritariamente favorable hacia la autorización del matrimonio homosexual, aunque también existe un grupo muy importante de personas que están en contra.
Claramente quienes se muestran más a favor de la autorización del matrimonio homosexual, con un claro apoyo, son los votantes del Frente Amplio, los Jóvenes, el mayor nivel educativo y en los grupos más alejados de la religión.
A su vez, donde hay menos apoyo y un pequeño rechazo al matrimonio homosexual es en los votantes del Partido Nacional, los adultos mayores, el menor nivel educativo y quienes tienen una alta religiosidad.
En este sentido, un estudio de Pew Research Center de 2014 indica que el rechazo al matrimonio entre personas del mismo sexo es mayor en protestantes (59%) que entre católicos (33%).
Este (como otros tantos temas) es uno de los que divide a la sociedad, aunque la balanza se inclina a favor del matrimonio homosexual"
Si se considera la edad, filiación política y religiosidad, la consultora Factum concluye: "Entre los hombres hay un saldo neto de 16% mientras que en las mujeres es de un 20%. No hay grandes diferencias de opinión por sexo, en ambos casos con predominio de opiniones favorables al matrimonio entre personas del mismo sexo.
Al ver los resultados por área geográfica no se aprecian diferencias entre Montevideo y el interior del país, en ambos casos la diferencia a favor es del 19%.
Según afinidad ideológica, la encuesta de Cifra de marzo de 2013 revela la siguiente proporción en el apoyo:
| Ideología       | De acuerdo | En desacuerdo | No opina/No Sabe |
| --------------- | ---------- | ------------- | ---------------- |
| Izquierda       | 69%        | 25%           | 6%               |
| Centroizquierda | 64%        | 22%           | 14%              |
| Centro político | 57%        | 28%           | 15%              |
| Centroderecha   | 48%        | 41%           | 11%              |
| Derecha         | 28%        | 60%           | 12%              |

Según inclinación político partidaria, de acuerdo con la encuesta de Cifra de noviembre de 2012, la distribución de la opinión es la siguiente:
| Partido          | De acuerdo | En desacuerdo | No opina/No Sabe |
| ---------------- | ---------- | ------------- | ---------------- |
| Frente Amplio    | 62%        | 23%           | 15%              |
| Partido Nacional | 42%        | 39%           | 19%              |
| Partido Colorado | 42%        | 44%           | 14%              |

Seis años después, una encuesta de Equipos de agosto de 2019 muestra un respaldo 20 puntos mayor que en 2013 entre los votantes del Frente Amplio, una mayoría relativa clara en el Partido Colorado, una división profunda en el Partido Nacional con una leve mayoría a favor y un rechazo por un margen de 18 puntos en el nuevo partido Cabildo Abierto.
| Partido          | De acuerdo | En desacuerdo | No opina/No Sabe |
| ---------------- | ---------- | ------------- | ---------------- |
| Frente Amplio    | 81%        | 14%           | 5%               |
| Partido Nacional | 44%        | 39%           | 17%              |
| Partido Colorado | 46%        | 30%           | 24%              |
| Cabildo Abierto  | 31%        | 53%           | 16%              |

Según una encuesta previa de Factum (noviembre de 2011)la diferencia a favor entre quienes se inclinan por el Frente Amplio es de 36%.
En el caso del Partido Nacional, la diferencia es en contra, muy pequeña, pero en contra, del 9%, de -9%
Y entre quienes se inclinan por el Partido Colorado, la diferencia es todavía más pequeña, pero en este caso a favor, de 4%.
Por tanto, los más proclives hacia la autorización del matrimonio entre personas del mismo sexo son los votantes frenteamplistas, los menos proclives los del Partido Nacional y en medio los del Partido Colorado aunque con una postura más cercana al PN que al FA.
La línea muestra claramente cómo la edad es un elemento muy importante en las posturas sobre el tema.
En los más jóvenes hay una diferencia a favor de 46%, en los adultos la diferencia a favor baja al 24% y en los Mayores la diferencia pasa a ser en contra: -9%.
Por tanto a mayor edad, mayor es el rechazo a la autorización del matrimonio entre personas del mismo sexo. A menor edad, mayor apoyo al matrimonio entre personas del mismo sexo. Estos datos se mantienen en la encuesta de Equipos de agosto de 2019, entre los uruguayos de 18 a 79 años un 71% esta a favor y 13% en contra, en el otro extremo, solo el 41% de los mayores de 65 años esta a favor y el 44% en contra.
Con respecto a la educación:
Aquí también encontramos una clara diferencia en el comportamiento: a mayor cantidad de años de estudio, mayor apoyo a la autorización del matrimonio entre personas del mismo sexo.
Entre quienes tienen solo Primaria, la diferencia es en contra: -6%. Entre quienes tienen Secundaria es a favor, 24% y entre quienes tienen educación terciaria la diferencia es claramente a favor, del 47%. En la encuesta de Equipos de agosto de 2019 los menos instruidos son los que están más en contra (41% a favor, 43% en contra) mientras que quienes tienen estudios terciarios están a favor en un 79%  y solo el 9% en contra.
Finalmente veamos los datos según el nivel de Religiosidad.
Cuanto más alto es el nivel de religiosidad mayor es la tendencia a estar en contra del matrimonio entre personas del mismo sexo. Cuanto menor es la religiosidad, mayor es el apoyo.
Entre quienes tienen baja religiosidad la diferencia a favor del matrimonio entre personas del mismo sexo es del 27%. En los de religiosidad media es también a favor, pero más tenue, de 25%. Y en los de Alta religiosidad la diferencia es en levemente en contra del matrimonio homnosexual: -7%.
Con respecto a la adopción, la tendencia es hacia un incrementeo del apoyo ciudadano (como se puede apreciar más abajo en la tabla correspondiente). La adopción homoparental recibe mayor apoyo entre jóvenes (51% según interconsult y 50% según Equipos Mori), así como entre simpatizantes del Frente Amplio (partido de gobierno) con el 53% de apoyo según ambas consultoras. La última encuesta disponible, de 2013 realizada por Equipos, indica que el 52% apoya la adopción homoparental y el 47% la adopción por parte de personas trans, superando por primera vez al porcentaje de quienes se oponen y confirmando la tendencia al alza de respaldo popular conforme se da el recambio generacional.

### Encuestas sobre reconocimiento de las uniones entre personas del mismo sexo
En 2010 Latinbarómetro, que analiza la opinión pública latinoamericana, incluyó la pregunta de si se está de acuerdo o en desacuerdo con el matrimonio entre persononas del mismo sexo, y en qué grado. Según esta encuesta Uruguay es el país más de acuerdo (60,8%), seguido por Argentina (54,9%) y Brasil (42,9%). Entre 2010 y 2013 estos fueron los primeros tres países en autorizar el matrimonio igualitario (aprobación legislativa en Argentina y Uruguay, y fallo del Consejo Nacional de Justicia en el caso de Brasil).
| Consultora      | Fecha | Muy De Acuerdo | De Acuerdo | En Desacuerdo | Muy En Desacuerdo | No opina/No Sabe |
| --------------- | ----- | -------------- | ---------- | ------------- | ----------------- | ---------------- |
| Latinbarómetro. | 2010  | 11,7%          | 49,1 %     | 27,3%         | 11,9%             | 0%               |

Ante la posibilidad de reconocimiento de las uniones entre personas de igual sexo como matrimonio, unión civil o no reconocerlas bajo ninguna denominación, la distribución de la opinión, según la consultora uruguaya Equipos Mori, es la siguiente:
| Consultora   | Fecha         | Matrimonio | Unión Civil | No Reconocer | No opina/No Sabe |
| ------------ | ------------- | ---------- | ----------- | ------------ | ---------------- |
| Equipos Mori | Abril de 2013 | 46 %       | 22%         | 30%          | 2%               |

### Encuestas sobre matrimonio igualitario
PorcentajeFecha010203040506070802005/0720072012/122015A favorEn contraOtros / No sabe / No contestaOpinión sobre el matrimonio igualitario en ...
| Encuestadora                                                             | FECHA             | A favor | En contra | Neutro/no sabe / no contesta |
| ------------------------------------------------------------------------ | ----------------- | ------- | --------- | ---------------------------- |
| INTERCONSULT                                                             | Julio de 2005     | 39 %    | 58 %      | 3%                           |
| RESEARCH URUGUAY                                                         | Agosto de 2005    | 44.1 %  | 45.9 %    | 10%                          |
| RESEARCH URUGUAY                                                         | 2006              | 50 %    | 40 %      | 10%                          |
| OBSERVATORIO DE MONTEVIDEO                                               | 2007              | 49.9 %  | 50.1 %    |                              |
| LAPOP Vanderbilt University                                              | 2010              | 50.5 %  |           |                              |
| FACTUM                                                                   | Noviembre de 2011 | 52 %    | 32%       | 16%                          |
| CIFRA                                                                    | Diciembre de 2012 | 53 %    | 32%       | 15%                          |
| CIFRA                                                                    | Marzo de 2013     | 54 %    | 33%       | 13%                          |
| PEW RESEARCH CENTER                                                      | 2014              | 62 %    | 31%       | 7%                           |
| LATINOBAROMETRO Archivado el 27 de noviembre de 2016 en Wayback Machine. | 2015              | 63.8 %  | 31.1%     | 5.1%                         |
| Equipos Consultores                                                      | Agosto de 2019    | 59 %    | 28%       | 13%                          |
| LAPOP Vanderbilt University                                              | 2020              | 65 %    |           |                              |
| Nomade Consultores                                                       | Octubre de 2021   | 72.3 %  | 11.6%     | 16.1%                        |
| Latinobarómetro                                                          | 2023              | 78.3 %  | 19.8%     | 1.9%                         |
| Barómetro de las Américas                                                | 2023              | 70%     |           |                              |

### Adopción
Al igual que en el caso del matrimonio, la opinión pública sobre la adopción por parejas del mismo sexo en Uruguay ha ido ganando apoyo con el transcurso de los años (siguiendo a la renovación generacional), pasando de una desaprobación por amplio margen en 2005 a un apoyo claro en 2013 (momentos en que se aprueba por vía legislativa). En 2013 no hubo diferencias significativas entre el apoyo al matrimonio (54%), la adopción por parte de parejas hombre-hombre o mujer-mujer (52%) y la adopción por parte de personas trans (47%).
| Consultora                                                                      | Fecha              | De acuerdo | En desacuerdo | No opina/No Sabe |
| ------------------------------------------------------------------------------- | ------------------ | ---------- | ------------- | ---------------- |
| Interconsult (encuesta nacional)                                                | Julio de 2005      | 24%        | 72 %          | 8%               |
| Reseach Uruguay (encuesta nacional)                                             | Agosto de 2005     | 27,1%      | 64,8 %        | 8,1%             |
| Observatorio de Montevideo (encuesta área metropolitana)                        | 2007               | 38,9%      | 61,1 %        |                  |
| Interconsult (encuesta nacional)                                                | 2008               | 35%        | 49 %          | 16%              |
| Equipos Mori (encuesta nacional)                                                | Septiembre de 2009 | 39%        | 53 %          | 8%               |
| Agencia Nacional de Investigación e Innovación-Equipos Mori (encuesta nacional) | Agosto 2013        | 52 %       | 39 %          | 9%               |
| Estudio Mundial de Valores (encuesta nacional)                                  | 2022               | 70,8 %     | 12,9%         | 17,3%            |
| Latinobarómetro (encuesta nacional)                                             | 2023               | 74,4 %     | 24%           | 1,6%             |

Encuesta adopción por personas trans.
| Consultora                                                                      | Fecha       | De acuerdo | En desacuerdo | No opina/No Sabe |
| ------------------------------------------------------------------------------- | ----------- | ---------- | ------------- | ---------------- |
| Agencia Nacional de Investigación e Innovación-Equipos Mori (encuesta nacional) | Agosto 2013 | 47 %       | 41%           | 13%              |

## Debate académico
| Autor                     | Formato             | 2018 | Título | Disponible en:                        | Recurso externo |
| ------------------------- | ------------------- | ---- | --- | ------------------------------------- | --------------- |
| Rivero de Arhancet, Mabel | Libro               | 2018 | Nuevo régimen legal del matrimonio: matrimonio igualitario | Facultad de Derecho, Udelar           | [ 128 ]         |
| Echeverz, Gimena          | Tesis               | 2014 | Transformaciones e impactos en la dinámica grupal del colectivo "Manos Purpura" (Ciudad de Paysandú) a partir de la aprobación de la Ley de Matrimonio Igualitario en Uruguay/ | Regional Norte, Udelar                | [ 129 ]         |
| Suárez Bértora, Michelle  | Libro               | 2012 | Hacia una igualdad sustantiva : realidades y perspectivas de la normativa vigente para la inclusión social de la diversidad sexual                                             | Facultad de Psicología, Udelar        | [ 130 ]         |
| Conde,Ana Laura           | Artículo de Revista | 2010 | Matrimonio igualitario en Uruguay : Análisis retomando a Jürgen Habermas, Axel Honneth y Hannah Arendt                                                                         | Facultad de Ciencias Sociales, Udelar | [ 131 ]         |